# Heardaalscholver
De Heardaalscholver (Leucocarbo nivalis, synoniem: Phalacrocorax nivalis) is een vogel uit de familie Phalacrocoracidae (Aalscholvers).

## Verspreiding en leefgebied
Deze soort is endemisch op de Heard en McDonaldeilanden, een onbewoonde onherbergzame subantarctische eilandengroep in het zuiden van de Indische Oceaan ter hoogte van Vuurland.

## Status
De heardaalscholver komt niet als aparte soort voor op de lijst van het IUCN, maar is daar een ondersoort van de keizeraalscholver (L. a. nivalis).